# کولوستومی
کولوستومی (به انگلیسی: Colostomy) به معنای ایجاد یک راه جدید از طریق جراحی میان پوست شکم و کولون (روده بزرگ) می‌باشد.

## اندیکاسیون‌ها
- بدیخیمی روده بزرگ
- انسداد و پرفوراسیون قسمت دیستال روده بزرگ[۱]

## حالت‌ها
محل ایجاد این راه جدید متغیر است و بسته به شرایط بیمار ممکن است در ناحیه سکوم، کولون صعودی، کولون عرضی و سیگموئید باشد.
نقطه زیر حاشیه کوستال و لبه کناری عضله رکتوس شکمی از جمله مناطق ایجاد استوماهای روده‌ای محسوب می‌گردند.
نقطه انتخاب شده در دو وضعیت نشسته و ایستاده قبل ا ز عمل علامت‌گذاری می‌شود. در انتخاب این محل حداکثر راحتی بیمار مد نظر واقع می‌شود. در مواردی که در حین انجام جراحی تصمیم بر قرار دادن کولوستومی می‌شود، موقعیت کولوستومی در همان وضعیت خوابیده انتخاب می‌شود.

## بیهوشی و وضعیت بیمار در هنگام جراحی
- بیهوشی: بیهوشی عمومی
- پوزیشن: خوابیده به پشت (سوپاین)[۲]

## انواع و روش جراحی
این عمل جراحی به دو صورت باز یا لاپاروسکوپی به انجام می‌رسد. در روش باز یک برش بزرگ در خط وسط شکم ایجاد می‌شود این در حالی است که در روش لاپاروسکوپی فقط تعدادی برش کوچک در نواحی مختلف شکم ایجاد می‌شود.
- سکوستومی (Cecostomy): به علت عوارض شدید این عمل جراحی به ندرت انجام می‌پذیرد. در این روش یک برش کوچک عرضی در ربع تحتانی شکم در ناحیه سکوم ایجاد می‌شود. بعد از کنار زدن پوست، زیر جلد، فاشیاو پریتوئن سکوم نمایان و سپس یک برش کوچک بر روی سکوم ایجاد می‌شود.

در این مرحله دو روش برای ایجاد استومی وجود دارد: در یک روش لبه سوراخ ایجاد شده به پوست بخیه زده می‌شود و استومی مستقیم به پوست باز می‌شود. در روش دیگر یک درن ماکوت یا پتزر با داخل سوارخ ایجاد شده روی سکوم وارد شده و از طریق بخیه Purse ثابت شده و انتهای پروگزیمال آن به سطح پوست باز می‌شود. سپس لایه سروزی سکوم به پریتوئن و فاسیا بخیه زده می‌شود تا از جابجای سکوم و خارج شدن درن جلوگیری شود.

این روش برای کاهش فشار روده بزرگ که در انسدادها به وجود می‌آید اندیکاسیون دارد.
- کولوستومی انتهایی (End Colodtomy):این روش در سکوم یا سیگموئید مورد استفاده است. کولون در ناحیه مورد نظر بریده می‌شود و انتهای دیستال آن توسط بخیه یا استپلر مسدود می‌شود و انتهای پروگزیمال آن به سطح پوست باز می‌شود. این نوع از کولوستومی و به ویژه سیگموئیدوستومی رایج‌ترین نوع کولوستومی دائم محسوب می‌شود.
- کولوستومی Double-barreled: این عمل بیشتر برای جراحی کولون عرضی کاربرد دارد. در این روش با ایجاد یک برش کوچک عرضی در پوست وسط شکم (ناحیه هایپوگاستریک)، کوولن عرضی به سطح پوست آورده می‌شود. سپس کولون توسط قیچی برش داده می‌شود و انتهای دیستال و پروگزیمال آن به سطح شکم باز می‌شود. در این روش به جای یک سوراخ، دو سوراخ در سطح پوست ایجاد می‌شود. سر پروگزیمال مواد دفعی معدی- روده‌ای را تخلیه می‌کند و انتهای دیستال ترشحات مخاطی قسمت انتهایی روده بزرگ را به بیرون تخلیه می‌کند. این روش به صورت موقت اتخاذ می‌شود. در برخی منابع این روش را به عنوان نوعی لوپ کولوستومی دسته‌بندی نموده‌اند.[۳]
- کولوستومی لوپ (Loop Colostomy): در این روش یک قسمت از روده بزرگ (قوس یا Loop)انتخاب شده و با زدن یک برش کوچک بر روی آن به سطح پوست آورده شده و تا محتویات گوارش از طریق آن تخلیه شود.

گاهی به‌طور موقت یک میله پلاستیکی برای ثابت نگه داشتن قوس کولون به مدت ۷–۱۰ روز در زیر آن قرار می‌دهند.

## مراقبت‌های بعد از عمل
بیمار به مدت ۳–۷ روز در بیمارستان بستری می‌ماند. اگر کولوستومی به صورت اورژانس انجام شود مدت این مراقبت در بیمارستان بیشتر خواهد بود.
ممکن است در روز جراحی بیمار مجبور باشد با مکیدن تراشه‌های یخ تشنگی خود را رفع کند. در اولین روز بعد از جراحی به بیمار اجازه نوشیدن مایعات شفاف داده می‌شود؛ و بعد از به‌طور تدریجی به بیمار اجازه نوشیدن مایعات دیگر و غذا داده می‌شود؛ و در طی ۲ روز بیمار به رژیم معمولی باز خواهد گشت.
مدفوع در کیسه متصل به بدن جمع‌آوری می‌شود. قوام و حالت مدفوع جمع‌آوری شده به نوع کولووستومی و تغذیه بیمار بستگی دارد.

## تغذیه درمانی
- مدفوعی که در کیسه جمع‌آوری می‌شود بدبو است که به علت استئاتوره یا فعالیت باکترایایی می‌باشد. برای کم کردن بوی بد به بیمار توصیه می‌شود که از مصرف ترکیبات سولفات دار، آمونیوم، متان، و چند ترکیب دیگر که در حبوبات، پیاز، سیر، کلم، ماهی، غذاهای پرادویه و برخی مکمل‌های ویتامین و معدنی یافت می‌شوند خودداری کند.[۶]
- بیمار باید یک رژیم ترجیحاً کم چرب داشته باشد و همچنین باید به مقدار مناسبی از فیبر و مایعات در رژیم غذایی برای جلوگیری از یبوست استفاده شود.
- نوشیدن روزانه حداقل ۱لیتر مایعات(۸ تا ۱۲ لیوان) مگر در شرایط محدودیت پزشکی[۷]

## عوارض
مجموع میزان عوارض کولوستومی‌ها ۲۰٪ است و ۱۵٪ آن‌ها نیازمند اصلاح جراحی هستند.
در هر استومی عوارض مشترکی وجود دارد از جمله موارد زیر:
- ایسکمی
- پرولاپس استوما
- به داخل کشیده شدن استوما
- فتق اطراف استوما
- فیستول
- خون‌ریزی اطراف زخم
- ترشح مواد خروجی
- بوی بد و زننده
- درمایتیت پوستی
- زخم در ناحیه استوما
- سنگ کیسه صفرا
- عفونت
- هایپرپلازی
- انسداد ثانویه روده[۹]

## خطرات
خطرات مشترک میان تمام عمل‌های جراحی:
- عفونت زخم
- ایجاد لخته در وریدهای پا و امکان انتقال آن‌ها به ریه
- مشکلات تنفسی
- حمله قلبی یا سکته

خطرات مخصوص این عمل جراحی:
- احتمال خونریزی داخل شکم
- آسیب به ارگان‌های مجاور
- کم شدن آب بدن به علت دفع بالای مایعات از طریق استومی
- مشکل در جذب مواد مغذی
- عفونت در مجاری ادرار، ریه و شکم[۱۰]